# Chudolipie
Chudolipie is een plaats in het Poolse district  Żyrardowski, woiwodschap Mazovië. De plaats maakt deel uit van de gemeente Mszczonów en telt 50 inwoners.